# Eloísa Gómez-Lucena
Eloísa Gómez-Lucena ist eine spanische Schriftstellerin. Sie hat einen Abschluss in Philosophie  der Autonomen Universität Madrid. 

## Veröffentlichungen (Auswahl)

### Romane
- El zoo urbano. Sevilla: Espuela de Plata (Editorial Renacimiento), 2008 [www.editorialrenacimiento.com]. ISBN 978-84-96956-21-6.
- Expedición al Paraíso. Sevilla: Espuela de Plata (Ed. Renacimiento), 2004. ISBN 84-96133-10-9.

### Reisebücher
- Del Atlántico al Pacífico: Tras las huellas de Cabeza de Vaca por Estados Unidos y México. Eine Reise durch die südlichen USA und Nordmexiko. Córdoba:  Editorial Almuzara (Colección Sotavento), 2018. ISBN 978-84-17229-75-7.

### Essays
- Españolas del Nuevo Mundo: Ensayos biográficos, siglo XVI-XVII. Madrid: Cátedra, 2013 (2ª ed. 2014). Spanisch der Neuen Welt: Biographische Aufsätze spanischer Frauen. ISBN 978-84-376-3202-5.
- La odisea de Cabeza de Vaca (coaut.) Barcelona:  Edhasa, 2008 [www.edhasa.es]. Aufsatz über Álvar Núñez Cabeza de Vaca, Spanischer Entdecker des 16. Jahrhunderts.  ISBN 978-84-350-3986-4.
- Investigación y reconstrucción histórica del viaje de Álvar Núñez Cabeza de Vaca por los actuales Estados Unidos y México. Ministerio de Cultura (España). Ayuda de Acción y Promoción Cultural, 2004.
- Criterios para la elaboración de los trabajos científicos. Cuadernos de Biopatología Clínica Laboral y Aplicada. Facultad de Medicina de la UCM. 1996, nº 1, pp. 108–142.